# محمود بن عياد
محمود بن عياد: ولد بمدينة تونس عام 1805 وتوفي بمدينة إسطنبول التركية عام 1880، رجل أعمال تونسي وقد عمل لفائدة دولة البايات الحسينيين وتولى خطة قابض عام للدولة التونسية بما يساوي رتبة وزير.

## حياته في تونس
ينحدر محمود بن عياد من عائلة ذات أصول جربة برز عدد من أفرادها في وظائف إدارية هامة خلال القرنين الثامن عشر والتاسع عشر وخاصة كقياد أو ولاة في منطقتي الساحل والجنوب التونسيتين، وبفضل أنشطتهم التجارية أصبحوا من أثرى العائلات التونسية. ومن عناصر هذه العائلة والد محمود بن عياد المسمى محمد بن حميدة بن قاسم بن عياد الذي تولى قيادة سوسة ثم جربة فالأعراض، والذي كان وكيلا للتجار الفرنسيين بخصوص تجارة الزيوت  وكانت له علاقات متينة في البلاط الحسيني. وقد ترك ابنين أحدهما محمود بن عياد الذي دخل في خدمة الدولة منذ عهد حسين باي حيث تولى قيادة سوسة عدة سنوات، كما تولى قيادة جربة ومنصب كاهية بنزرت. وفي عهد أحمد باشا باي أصبح من أقرب المقربين إليه، وعندما أنشأ الباي دار المال سنة 1847، وكّل عليها محمود بن عياد، وأصبح يتولى منصب قابض مال الدولة التونسية إلى تاريخ فراره من تونس في جوان 1852. وقد تمكن خلال ذلك من الحصول على الكثير من اللزمات حتى بلغ عددها حوالي السبعين لزمة دفعة واحدة المصدر نفسه، ص 137، وأصبح هو مزود العسكر ومكلف بجمع ضريبة العشر من الحبوب، وتمكن تدريجيا من السيطرة على اقتصاد البلاد، جامعا ثروة طائلة قدرت بحوالي خمسين إلى ستين مليون ريال.

## فراره
في عام 1850 طلب محمود بن عياد الحصول على الجنسية الفرنسية وفي جوان 1852 هرب إلى فرنسا بعد أن سرب ما جمعه من ثروة تُقدّر بستين مليون فرنك، أي ما يقابل أربعة أضعاف مداخيل الإيالة آنذاك  وقد وجد حماية من الحكومة الفرنسية، في حين وجهت إليه دولة البايات تهمة اختلاس أموالها وأرسلت إلى فرنسا خير الدين التونسي لرفع قضية ضده أمام القضاء الفرنسي. وقد تحول بعد ذلك إلى العاصمة العثمانية إسطنبول. والحقيقة أن محمود بن عياد ليس الوحيد الذي إختلس أموال دولة البايات، فقد سار على نهجه خلفه في وزارة المالية نسيم شمامة، كما وجهت نفس التهمة إلى حاميهما مصطفى خزندار.

## إشارات مرجعية
1. ↑  Ibn Abî L-Diyaf, Chronique des rois de Tunis et du Pacte fondamental, Volume II, Edition critique et traduction: André Raymond, IRMC et ISHMN Tunis1994, p. 135
2. ↑  المصدر نفسه، ص 136
3. ↑  جريدة الصحافة، 16 أفريل [[2008، سفيان بن فرحات، "محمد بيرم : المصلح السيّاح في الأقطار والأمصار"] [وصلة مكسورة] نسخة محفوظة 22 يوليو 2010 على موقع واي باك مشين.
4. ↑  جريدة الصحافة، 16 أفريل [[2008، نفس المصدر] [وصلة مكسورة] نسخة محفوظة 22 يوليو 2010 على موقع واي باك مشين.
5. ↑  Ibn Abî L-Diyaf, Chronique des rois de Tunis op.cit, p. 137